# Oskar Lenz
Pour les articles homonymes, voir Lenz.
Oskar Lenz (né le 13 avril 1848 à Leipzig - mort le 1er mars 1925 à Sooß) est un géologue, minéralogiste et explorateur germano-autrichien.

## Biographie
Il obtient en 1870 son doctorat en minéralogie et en géologie à l'université de Leipzig. Trois ans plus tard, il acquiert la nationalité autrichienne et rejoint l'Institut impérial de géologie de Vienne.

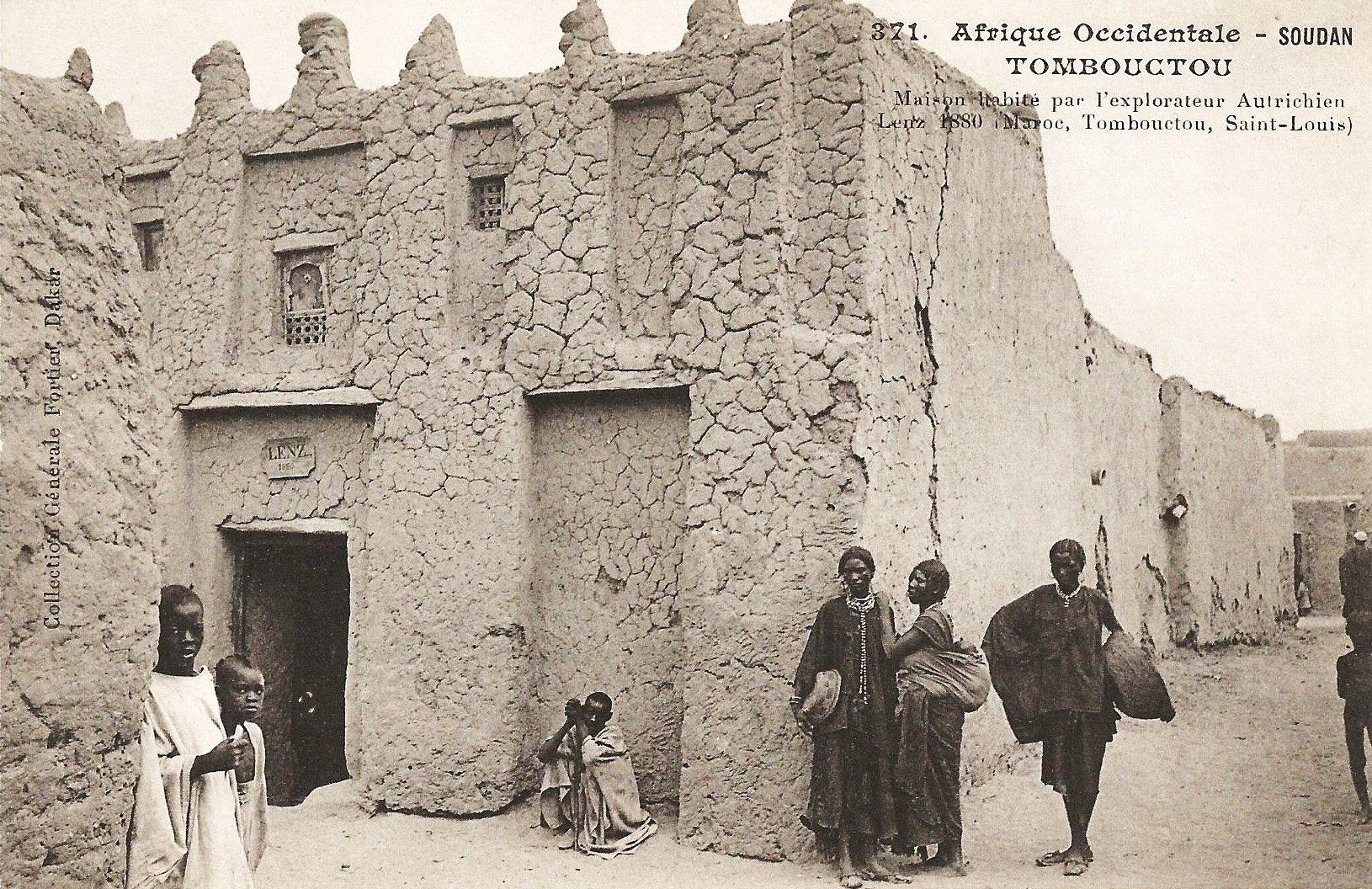
Maison habitée par Oskar Lenz à Tombouctou (1880).

Il entreprend entre 1879 et 1880 sa première expédition trans-saharienne, du Maroc au Sénégal, avec pour objectif principal l'étude géologique de la région et la recherche de gisements de minerai de fer. Il est à cette occasion, avec son compagnon Cristobal Benítez, et après  Alexander Gordon Laing en 1826, René Caillié en 1828 et Heinrich Barth en 1853, le quatrième Européen à visiter la fabuleuse cité de Tombouctou, où il reçoit un accueil chaleureux, malgré l'ambiance générale défavorable, en raison des incursions françaises au Niger depuis le Sénégal et l'Algérie et demeure durant trois semaines en juillet. 
Oskar Lenz dirige entre 1885 et 1887 l'expédition austro-hongroise au Congo, au cours de laquelle il traverse, avec Friedrich Bohndorff et Oscar Baumann, le continent africain d'est en ouest, depuis le Congo jusqu'à l'océan Indien. Cette expédition a pour objectif, en plus de surveiller la situation des échanges commerciaux de l'État indépendant du Congo nouvellement établi, de cartographier et d'analyser l'état des bassins des fleuves du Nil et du Congo. La mission de Lenz au cours de cette expéditions est essentiellement géologique et ethnographique ; le travail de cartographie des zones traversées est dévolu à son compagnon Oscar Baumann.
À son retour en Europe, en 1887, il occupe la chaire de géographie de l'Université Charles de Prague.
Oskar Lenz décède en 1925 d'un accident vasculaire cérébral ; il est enterré au cimetière de Sooß, dans le district de Baden en Autriche.

## Publications
- Skizzen aus Westafrika (Croquis d'Afrique de l'Ouest), 1878.
- Timbouctou : voyage au Maroc, au Sahara et au Soudan. Hachette, 1886-1887. Traduit de l'allemand par Pierre Lehautcourt.
- Wanderungen in Afrika (Voyages en Afrique), 1895.